# Kokotsha
Kokotsha est une ville du Botswana.